# Батиста, Томас

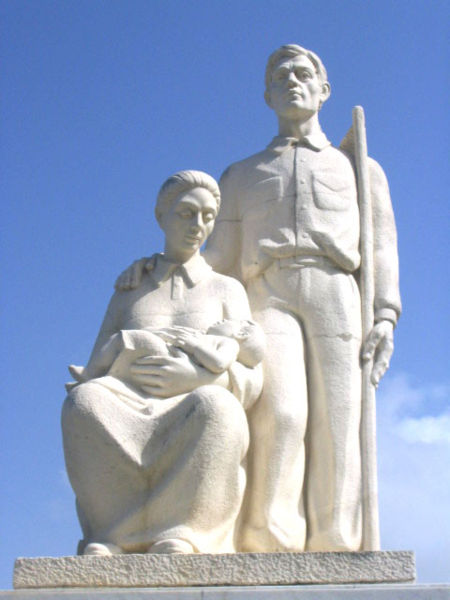
Монумент пуэрториканцам

Томас Батиста (исп. Tomás Batista, род. 1935, Луквильо) — современный пуэрто-риканский скульптор, один из крупнейших скульпторов этой страны в XX столетии.

## Биография
Т.Батиста родился в небольшом городке на северо-востоке Пуэрто-Рико, в бедной семье. Талант художника у него проявился уже в юные годы, и при поддержке родственников Батиста получил высшее художественное образование в столице острова, Сан-Хуане. Большое влияние на него имело творчество испанского художника и скульптора Анхеля Ботельо. С 1955 года Батиста, при помощи Ботельо, овладевает мастерством в деревянной скульптуре, а также в искусстве реставрации и золочения деревянных предметов. К 1957 году относится первая выдающаяся работа Т.Батисты — Распятие (Crucifixion).
В 1958 году, получив грант на продолжение образования, Т.Батиста поступает в Пуэрто-Риканский институт культуры. Затем учится на стипендию от фонда Гуггенхайма в Национальной школе изящных искусств (Мехико, 1960) и в Испании, в Институте испанской культуры. В 1966 году скульптор становится директором департамента скульптуры и реставрации в Институте культуры Пуэрто-Рико. В 1972 он проводит год в Испании, гдже создаёт бюсты национальных героев Пуэрто-Рико Эугенио Мария де Остоса и Рамона Эметерио Бетансеса.
Т. Батиста является автором значительного числа памятников и монументов, открытых во второй половине XX века на Пуэрто-Рико. Среди них такие известные скульптуры, как «Монумент пуэрториканцам» (Monumento al Jíbaro Puertorriqueño) в городе Кайей. изображающий типичного пуэрто-риканского фермера с его семьёй. а также памятники Хулии де Бургос, индейскому вождю Хайяуа, Рафаэлю Эрнандесу и другим.
Скульптор неоднократно отмечался различными наградами и премиями. В 1965 году он удостаивается второй премии на конкурсе молодых художников Латинской Америки (за свою скульптуру «Caracol»). В 1976 году пуэрто-риканской торговой палатой ему присваивается звание «наиболее заслуженного молодого пуэрториканца». В 1987 году Т.Батиста награждается медалью «Ордена V столетия», учреждённой к 500-летию открытия Пуэрто-Рико Х.Колумбом. С 1991 года в родном городе Т.Батисты Луквилье открыта постоянная выставка его работ.